# Friedrichswalde (Plattenburg)
Friedrichswalde ist ein Wohnplatz im Ortsteil Glöwen der Gemeinde Plattenburg im Landkreis Prignitz in Brandenburg.

## Geographie
Der Ort liegt zwei Kilometer südlich von Glöwen und sieben Kilometer nördlich von Havelberg. Die Nachbarorte sind Glöwen im Norden, Bendelin im Nordosten, Rotes Forsthaus und Damelack im Osten, Waldgehöft und Julianenhof im Südosten, Chausseehaus im Süden, Toppel, Dahlen und Nitzow im Südwesten, Quitzöbel im Westen sowie Roddan im Nordwesten.